# Европейска плоска стрида
Европейските плоски стриди (Ostrea edulis) са вид миди от семейство Стриди (Ostreidae).
Таксонът е описан за пръв път от Карл Линей през 1758 година.